# Cheribakef
Cheribakef (auch Cheribaqef) ist eine Gottheit der ägyptischen Mythologie. Sein Name bedeutet „Der unter seinem Moringabaum ist“ und identifiziert ihn als Baumgottheit, als dessen heilige Pflanze wohl Moringa peregrina anzusehen ist.
Der hauptsächliche Verehrungsort von Cheribakef ist die Region Memphis. Sein Kult wurde schon im Alten Reich durch den Hohepriester des Ptah, der memphitischen Hauptgottheit, durchgeführt, weshalb er auch im Laufe der Zeit mit diesem Gott verschmolz. Auf einer Liste der Namen des Ptah im Ramesseum wird er als Ptah-Cheribakef bezeichnet.
Er wurde aber auch mit anderen Göttern verbunden, so erscheint er in der Kapelle des Nefertem im Tempel Sethos’ I. in Abydos als Thot-Cheribakef. Da er im Gebiet einer bedeutenden Nekropole verehrt wurde, wurde er auch in den Osirisglauben integriert. Dort ist er im Ritual der Stundenwachen eine der Schutzgottheiten der Leichenhalle des Osiris.
Eine sehr ähnliche, aber wesentlich spärlicher belegte Gottheit ist Hetepbakef.